# 2074 Shoemaker
2074 Shoemaker este un asteroid din centura principală, descoperit pe 17 octombrie 1974 de Eleanor Helin.